# Diac
En diac eller 'diode for vekselstrøm', er en trigger diode som leder strøm kun når dens tærskelspænding et øjeblik er nået. En diac har hysteresevirkning.
Når dette er sket overgår diac til en arbejdsområde med negativ differentiel modstand, hvilket sænker spændingsfaldet over en diac og typisk følger en skarp stigning i strøm gennem dioden grundet det omgivende kredsløbsvalg. En diac forbliver i dette arbejdsområde ("ledetilstand") indtil strømmen gennem den falder under en vis tærskel som er karakteristisk for enheden, kaldet holdestrømmen. Under denne værdi, vil en diac skifte arbejdsområde tilbage til "ikke-ledetilstand" eller højohm. Denne opførsel er bidirektional.
De fleste diac har en 3-lagsstruktur med en tærskelspænding omkring 30 V. I denne sammenhæng fungerer de ligesom et (lille) gasudladningsrør (neonlampe) – blot med lavere tærskelspændinger.
En diac har ingen styreelektrode, i modsætning til nogle andre tyristorer som diac almindeligvis anvendes til at trigge, såsom triac. Nogle triac har en indbygget diac i serie med styreelektroden til samme formål kaldet en quadrac.
Diac kaldes også symmetrical trigger diodes grundet deres symmetri i deres karakteriseringskurve. Fordi diac er bidirektionale enheder, er deres terminaler ikke markeret med anode og katode men som A1 og A2 – eller MT1 ("main terminal") og MT2.

## Sidac
En sidac er en mindre almindelig komponent end en diac, navneforskellen er bestemt af fabrikanten. Normalt har en sidac højere tærskelspændinger og strømformåen end en diac.
En sidac (akronym eng. Silicon Diode for Alternating Current), er et andet medlem af tyristor-familien. En sidac er også kendt som en sydac (akronym eng. Silicon thYristor for Alternating Current), bi-directional thyristor breakover diode eller simplere en bi-directional thyristor diode – den er teknisk specificeret som en bilateral spændingstrigget kontakt. Dens opførsel er diac-lignende, men en sidac er altid en 5-lagsenhed med spændingsfald når den er "tændt", mere som en slags spændingstrigget triac uden en gate. Generelt har en sidac højere tærskelspændinger og tærskelstrømme formåen end diac, så de kan direkte anvendes som kontakter og ikke kun som styring af en anden effektkomponent.